# Kroissenbrunni csata
A második morvamezei csatáról a Dürnkruti csata szócikkben olvashatsz!
A  kroissenbrunni csata vagy  első morvamezei csata, az 1250-es években az Osztrák Hercegség birtoklásáért folyt magyar–cseh háború utolsó csatája volt, melyben 1260. július 12-én IV. Béla és István herceg csapatai a morvamezei Kroissenbrunn mellett vereséget szenvedtek II. Ottokár cseh király hadaitól. Kressenbrunni csata néven is szerepel; a falu mai neve Groißenbrunn.

## Előzmények
A csata előzményei a tatárjárásig nyúlnak vissza. A muhi csata után a menekülő IV. Béla előbb Nyitrába, Pozsonyba, majd osztrák területre menekült. II. (Harcias) Frigyes osztrák herceg itt Bélát három vármegye – Pozsony, Moson, és Sopron – átadására kényszerítette. E megyéket a tatárjárás után a magyar seregek már 1242-ben visszafoglalták, de Frigyes 1246-ban újra kísérletet tett meghódításukra. 1246. június 15-én a Lajta menti ütközetben a Rátót Lóránd soproni ispán vezette magyar sereg vereséget szenvedett az erősebb nehézlovasságot felvonultató osztrák seregtől, de a csatában Frigyes is elesett. Az új osztrák herceg Frigyes veje, VI. Hermann badeni őrgróf lett, de 1250. október 4-én ő is meghalt. Az osztrák hercegségben kialakult hatalmi űrt két szomszédos uralkodó is ki kívánta használni: IV. Béla és az akkor még morva őrgróf, cseh Ottokár.
Több jel is mutat arra, hogy IV. Béla nyugati hódító törekvéseit nem pusztán hatalomvágy, vagy az ország területi gyarapítása motiválta. A „második honalapító” király politikáját ebben az időszakban a tatárok visszatérésére való felkészülésnek rendelte alá, és ennek a politikának fontos része volt a várépítési program. Az igazolhatóan IV. Béla korában épített várak kétharmada azonban a Dunántúlon épült fel, és Béla a pápához írt leveleiben „országunk és egész Európa” védvonalaként is a Duna vonalát emelte ki. Ebből arra következtethetünk, hogy Béla a várható mongol invázió elleni védekezés súlypontját a Dunántúlon jelölte ki, és e stratégiát kívánta hatékonyabbá tenni a nyugati területek meghódításával.
Béla 1250 és 1253 között több ízben vezetett hadat osztrák és morva területre is, de ezek az erélytelen hadvezetés miatt nem voltak sikeresek. 1253. szeptember 23-án meghalt I. Vencel cseh király, utóda Ottokár lett, és az erőviszonyok ettől kezdve Béla ellenfelének kedveztek. A két király 1254. május 1-jén, a pozsonyi békében megosztozott a Babenberg-örökségen. Stájerország nagyobbik, déli része került ezzel magyar fennhatóság alá. A Gutkeled István nádor vezette magyar igazgatás azonban nem tudott gyökeret verni Stájerországban, ami nem kis részben Ottokár aknamunkájának is tulajdonítható. Az 1258 elején bekövetkezett stájer felkelés után hiába nevezte ki Béla a kiemelkedő uralkodói képességekkel rendelkező fiát, Istvánt Stíria hercegének, 1259 végén a stájer előkelők behódoltak II. Ottokárnak, és ismét felkeltek a magyar uralom ellen.

## A csata lefolyása
Béla 1260 nyarán ismét megpróbálta birtokba venni Stájerországot. A felvonult két hadseregben szinte egész Közép- és Kelet-Európa népei képviselve voltak. A magyar hadakat kun, halicsi, krakkói, mazóviai segédhadak, valamint jelentős számú mozgékony főképp lovas székely, besenyő, bosnyák, bolgár, szerb és vlach csapatok erősítették. Ottokár haderejében jelen voltak előzőleg a felkelő stájerországiaknak küldött cseh, morva, karintiai, brandenburgi, sziléziai, bajor és lengyel segédcsapatok is. A haderők reális létszáma 5-10 ezer között mozoghatott . A hadműveleteket István herceg, kezdte aki átkelt a Morván, és a hajdani lovas nomád taktikát – színlelt menekülést, majd ellentámadást – alkalmazva megsemmisített egy jelentős létszámú lovagi sereget. Ottokár még nem vágott vissza, mert serege még nem volt együtt, viszont érthetetlen módon Béla sem használta ki a részsikert. István hadai visszavonultak a Morva túlsó oldalára, és a két hadsereg két hétig állt egymással szemben a folyó két partján. Végül Ottokár javaslatára kétnapos fegyverszünetben állapodtak meg, míg a magyar fél átkel a folyó túlsó partjára és felvonul az ütközetre. Az első lépcsőben átkelő magyar sereg azonban beleütközött a hátrább vonuló Ottokár utóvédjébe, mire Ottokár nehézlovasságával visszafordult, és szinte lehengerelte az átkelt könnyűfegyverzetű magyar erőket. A magyar harcrend felbomlott, a sereg pánikszerű menekülésbe kezdett, a már átkelt István herceg is csak nehezen menekült meg. Az egyébként is hátrányban lévő magyar nehézlovasság a túloldalon rekedt, a csata nélkülük zajlott le. A veszteségek száma ismeretlen.

## Következmények
IV. Béla az 1261. március 31-ei bécsi békében lemondott Stájerországról, és szövetséget kötött Ottokárral. A szövetséget házassággal is megpecsételték: 1261. október 25-én Pozsonyban II. Ottokár feleségül vette Kunigundát, IV. Béla unokáját. (Ottokár unokája, Vencel e házasság révén szerzett jogot a magyar trónra.) Végül a várt mongol invázió is elmaradt, így a Magyar Királyságnak nem származott jelentősebb hátránya Stájerország elvesztéséből.
A Babenberg-örökség megszerzésével II. Ottokár a legnagyobb területi befolyással rendelkező német tartományúrrá vált, és esélyes lett a császári cím megszerzésére. Hatalmát a végül német királlyá választott I. (Habsburg) Rudolf törte meg – jelentős magyar segítséggel – a dürnkruti csatában (második morvamezei csata). A belháborúk sújtotta Magyar Királyság azonban ekkor már csak mint mellékszereplő tudott részt venni az osztrák hercegségért vívott küzdelemben.

## Emlékmű

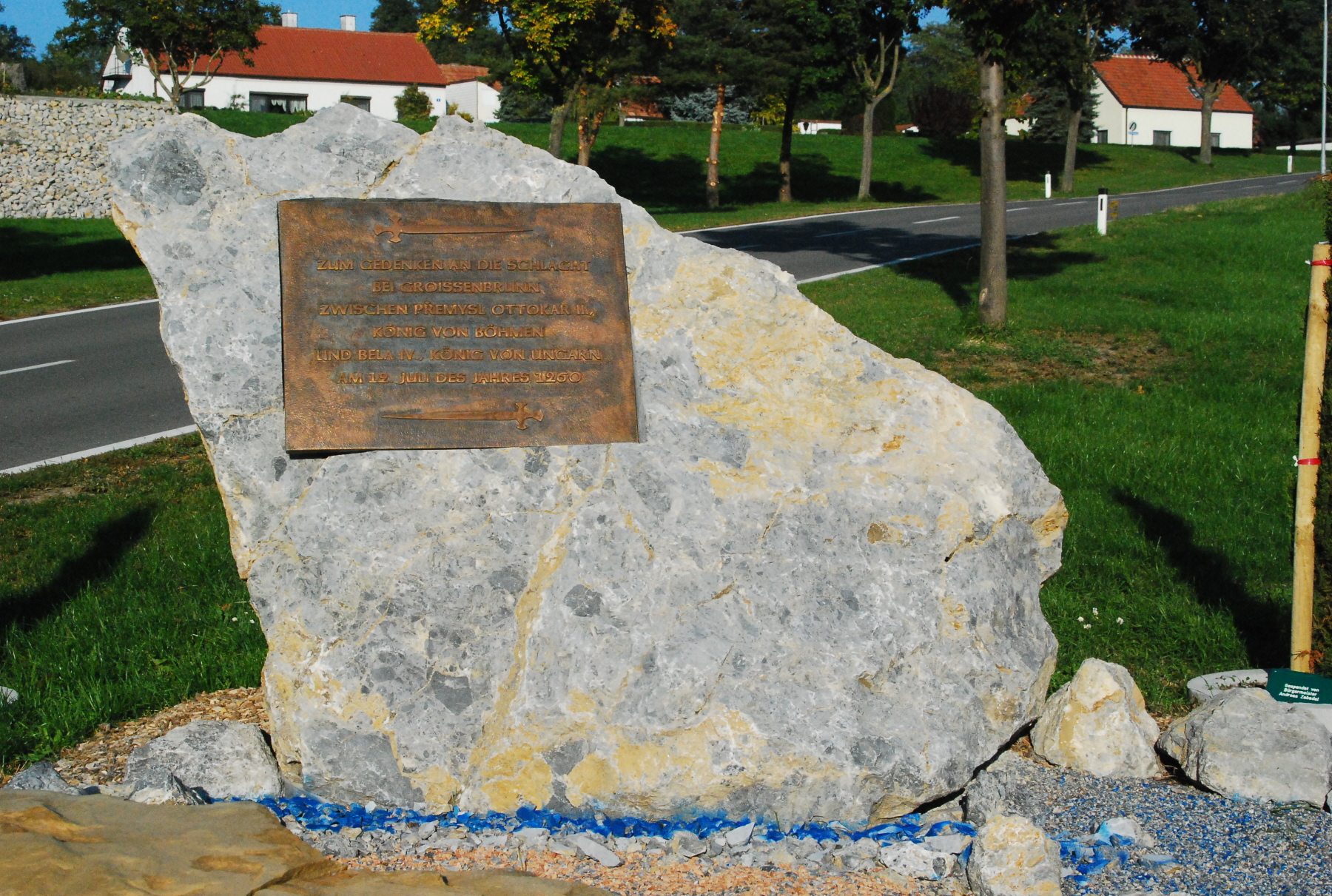
Emlékmű

Az ütközetre emlékeztet a 2010-ben leleplezett emlékmű, amely a csata 750. évfordulójára készült. Az emlékmű Groißenbrunn község keleti szélén található, az útnál a Morva folyó mellett (Schloßhofer Straße). Művészi terveit Vladislav Plekanec készítette.